# Deva Pascovicci
Devair Paschoalon, más conocido como Deva Pascovicci (Monte Aprazível, 28 de septiembre de 1965-La Unión, 28 de noviembre de 2016), fue un comentarista deportivo y empresario brasileño.

## Carrera
Comenzó su carrera como operador de sonido en su ciudad natal, mudándose después a São José do Rio Preto, donde comenzó su carrera como locutor. Pasó por varias estaciones en el interior de Brasil hasta llegar a Jales a comienzos de 1986. En Jales empezó su carrera como comentarista deportivo cubriendo el baloncesto de esta ciudad representado por IPE-Jales. También hizo el cubrimiento de los pre-Olímpicos de baloncesto en 1992 en los EE. UU. En 1993 comenzó a trabajar en la TV Manchete de Sao Paulo, donde narró encuentros de baloncesto y fútbol. En 1995 se trasladó a SporTV, donde sirvió hasta el final de 2004. En 2005 fue contratado por la Red CBN, en 2012 narro la final de la Copa Libertadores 2012 entre Corinthians y el Boca Juniors, donde trabajó hasta 2015. También era dueño de la filial de CBN en São José do Rio Preto. El 1 de diciembre de 2015, Deva deja de ser comentarista de CBN luego de diez años, pero continúo su carrera en la radio como dueño de estaciones afiliadas en el interior paulista. En febrero de 2016 fue contratado para ser uno de los narradores de Fox Sports.

## Muerte
Deva Pascovicci fue una de las víctimas fatales de la caída del vuelo 2933 de LaMia, el 28 de noviembre de 2016. El avión que trasladaba al equipo Chapecoense a Medellín, donde jugaría el primer partido de la final de la Copa Sudamericana 2016 ante Atlético Nacional. Además del equipo Chapecoense, la aeronave también transportaba a 21 periodistas brasileños que cubrirían el partido contra el Atlético Nacional.